# 丁文江
丁 文江（てい ぶんこう、拼音: Dīng Wénjiāng、1887年3月20日 - 1936年1月5日）は、中華民国期の地質学者・文筆家。胡適・梁啓超・傅斯年・竺可楨らの友人。主な業績として、鉱物資源開発への貢献、明末の宋応星『天工開物』や徐霞客の再評価など。『梁啓超年譜長編』の編纂や「科学と玄学」論争でも知られる。字は左君。

## 経歴
清末の1887年、江蘇省泰興県に生まれる。5歳の頃から『資治通鑑』を諳んじるなど聡明さを発揮する。
1902年15歳の時から日本に留学し、東京で革命青年たちと交流、梁啓超の著作を読む。1904年頃、スコットランドに亡命中の呉稚暉に招かれ、グラスゴー大学に移動、地質学と動物学を修める。
1911年、留学から帰国。帰途仏領インドシナで下船し雲南に入り、鉱床地帯として知られる雲南の地質・地理を調査する。雲南へはその後も何度か調査に訪れており、1914年の調査の際に、地誌『雲南通志』鉱政篇を読む中で『天工開物』を知る。
帰国後は、政府の地質調査所の初代所長に就任し、翁文灝や章鴻釗とともに鉱物資源開発や後進育成に努める。また、新文化運動只中の胡適と親交する。1919年、パリ講和会議に赴き、同行した梁啓超と友人になる。
1921年、所長を辞職し、熱河省で炭鉱経営者になる。この頃、胡適が創刊した『努力週報』に政治評論を寄稿する。1922年には、中国地質学会の創設や、学術誌『中国古生物志』の創刊に携わる。1923年には「科学と玄学」論争（「科学と人生観」論争）で張君勱と対峙する。
1925年、上海で五・三〇事件が起きた年、団匪賠償金の交渉委員として上海にいた丁文江は、呉佩孚配下の孫伝芳の要請で上海市長にあたる役職を与えられる。エリート統治と対外協調を目指して政務を行うも、孫伝芳の失脚により8ヶ月で退任する。
1929年、10ヶ月に及ぶ西南部調査旅行を行う。1931年、北京大学教授に就任し、同旅行の報告書をまとめたり、代表作の『中国分省地図』を出版したりする。同年、満州事変が起こると、胡適や李四光とともに『独立評論』に政治評論を寄稿、日本との全面戦争を時期尚早としつつも、抗戦に備えることを説く。1932年からは、1929年に没した梁啓超の年譜編纂を趙豊田（顧頡剛の弟子）の協力のもと開始する。1934年、中央研究院の総秘書長に就任。
1935年12月、湖南省へ調査旅行に赴く。同地で鉱山病を患い治療を受けるが、医療事故により悪化。翌1936年1月5日、逝去。岳麓山に墓がある。
没後の1960年、晩年の胡適により伝記（『丁文江的伝記』）が出版された。梁啓超の年譜編纂は、趙豊田・翁文灝・弟の丁文淵らに引き継がれた。 
中華人民共和国においては、中国地質学の開拓者として評価されている。

## 主な著作
- 『中国分省地図』
- 『中華民国新地図』翁文灝 共編[13]
- 『中国官弁鉱業史略』
- 『民国軍事近紀』
- 『奉新宋長庚先生伝』
- 『梁任公先生年譜長編初稿』
- 『梁啓超年譜長編』趙豊田 共編
  - （日本語訳）『梁啓超年譜長編』全5巻、島田虔次（訳者代表）・狭間直樹・石川禎浩ほか訳、岩波書店、2004年
- 「玄学与科学――評張君勱的『人生観』」
  - （日本語訳）「哲学と科学――張君勱の『人生観』を評する」原正人 訳、坂元ひろ子 編『新編 原典中国近代思想史4 世界大戦と国民形成 五四新文化運動』岩波書店、2010年。ISBN 9784000282246